# Nzerekorena
Nzerekorena là một chi bọ cánh cứng trong họ Chrysomelidae.
Chi này được miêu tả khoa học năm 1955 bởi Bechyne.

## Các loài
Chi này gồm các loài:
- Nzerekorena filicornis Scherer & Boppre, 1997